# Cover Me In Sunshine
Singles de P!nk
One Too Many (en)
(2020) Anywhere Away From Here
(2021)
Cover Me In Sunshine est une chanson interprétée par la chanteuse américaine P!nk et sa fille Willow Sage Hart.

Le 12 février 2021 le titre sort en streaming et la vidéo officielle est mise en ligne sur YouTube. À noter que la vidéo dure quinze secondes de plus que le single.

Une vidéo des paroles a également été mise en ligne le 13 avril 2021.
En avril 2021, ce titre a été intégré à la compilation de P!nk All I Know So Far: Setlist.
Il s’agit de son morceau avec sa fille Willow «Cover Me On Sunshine»: «Je me sens bien quand je la chante. Et la seule chose que je souhaite maintenant c’est de me sentir bien, et que les gens se sentent bien aussi. Et c’est aussi un titre sur le confinement et sur tout ce qu’on a traversé», explique-t-elle.
Mais ses fans veulent savoir, comment lui est venue l’idée d’enregistrer ce titre avec sa fille? La réponse est simple: «C’est la seule personne qui était là pour chanter avec moi», dit-elle en rigolant. Un duo qu'ils retrouveront sûrement sur scène lors de la prochaine tournée de Pink.

## Liste des pistes
| 1. | Cover Me In Sunshine |  | 2:21 |